# 邵族貓頭鷹傳說
邵族貓頭鷹傳說，是台灣邵族神話中關於貓頭鷹的傳說，描述貓頭鷹如何出現、並且成為邵族的守護神。

## 傳說
據說過去邵族部落中有一個少女因為不明原因而未婚懷孕了，這在邵族傳統文化中是相當嚴重的禁忌，她也因此受到族人的嘲笑和排斥，最後忍無可忍的她便趁夜跑入深山中，並且被一名獵人發現凍死在山上。
然而，在她死後，她的身體卻變成一隻貓頭鷹，每當族人的家裡有人懷孕時，牠就會飛到那戶人家的屋頂或附近的枝頭上鳴叫，提醒孕婦要注意身體，並且帶來祝福，如果是在屋前鳴叫的話會生出女性、在屋後鳴叫則會生下男性，多次印證下來，族人也逐漸相信起獵人的話，將貓頭鷹視為報喜鳥，加以敬重和保護。

## 文化
在邵族的傳統文化中，邵族人將貓頭鷹視為靈鳥，除了懷孕的預告之外，牠們也會保護外出的獵人，在他們迷路的時候指點他們回家的路，是族人的守護神之一，因此邵族在傳統文化上一向不僅禁止獵殺貓頭鷹，還要加以保護，現今在日月潭的伊達邵部落中便經常可以看到貓頭鷹的圖案或文創物品，並且有不少相關的伴手禮。